# Voyager 1
La Voyager 1 és una sonda espacial no tripulada de la NASA, llançada el 5 de setembre de 1977 a fi d'explorar el sistema solar exterior, especialment els planetes Júpiter i Saturn i els seus respectius sistemes de satèl·lits. Es comunica a través de la Xarxa de l'Espai Profund per rebre ordres rutinàries i transmetre dades a la Terra. La NASA i el JPL proporcionen dades en temps real de distància i velocitat. Actualment segueix en funcionament i, a una distància de 162,93 ua de la Terra a juny de 2024, és l'objecte humà més allunyat de la Terra.
La sonda va sobrevolar de Júpiter, Saturn i el satèl·lit més gros de Saturn, Tità. La NASA tenia l'opció de fer un sobrevol de Plutó o de Tità; l'exploració d'aquest darrer va tenir prioritat perquè se sabia que tenia una atmosfera substancial. La Voyager 1 va estudiar el temps, els camps magnètics, i els anells dels dos gegants gasosos i va ser la primera sonda que va proporcionar imatges detallades de les seves llunes.
Com a part del programa Voyager i igual que la seva nau germana la Voyager 2, la missió ampliada de la nau espacial és localitzar i estudiar les regions i els límits de l'heliosfera exterior i començar a explorar el medi interestel·lar. La Voyager 1 va creuar l'Heliopausa i va entrar a l'espai interestel·lar el 25 d'agost de 2012, convertint-se en la primera nau espacial a fer-ho. Dos anys més tard, la Voyager 1 va començar a experimentar una tercera "onada de tsunami" d'ejecció de massa coronal del Sol que va continuar almenys fins al 15 de desembre de 2014, confirmant encara més que la sonda es troba efectivament a l'espai interestel·lar.
Com a testimoni més de la robustesa del Voyager 1, l'equip de Voyager va provar els propulsors de la maniobra de correcció de la trajectòria (TCM) de la nau espacial a finals de 2017 (la primera vegada que aquests propulsors s'havien disparat des del 1980), un projecte que va permetre que la missió s'ampliés de dos a tres anys.
S'espera que la missió ampliada de la Voyager 1 continuï fins al 2025 aproximadament, quan els seus generadors termoelèctrics de radioisòtops (RTG) ja no subministrin prou energia elèctrica per fer funcionar els seus instruments científics.
El 12 de desembre de 2023, la NASA va anunciar que el sistema de dades de vol de la Voyager 1 no podia utilitzar la seva unitat de modulació de telemetria, cosa que va fer que la sonda no pogués transmetre dades científiques. El 20 d'abril de 2024, l'equip encarregat de la missió va tornar a rebre dades utilitzables, fet que va permetre comprovar l'estat de la sonda.

## La missió

### Llançament i trajectòria

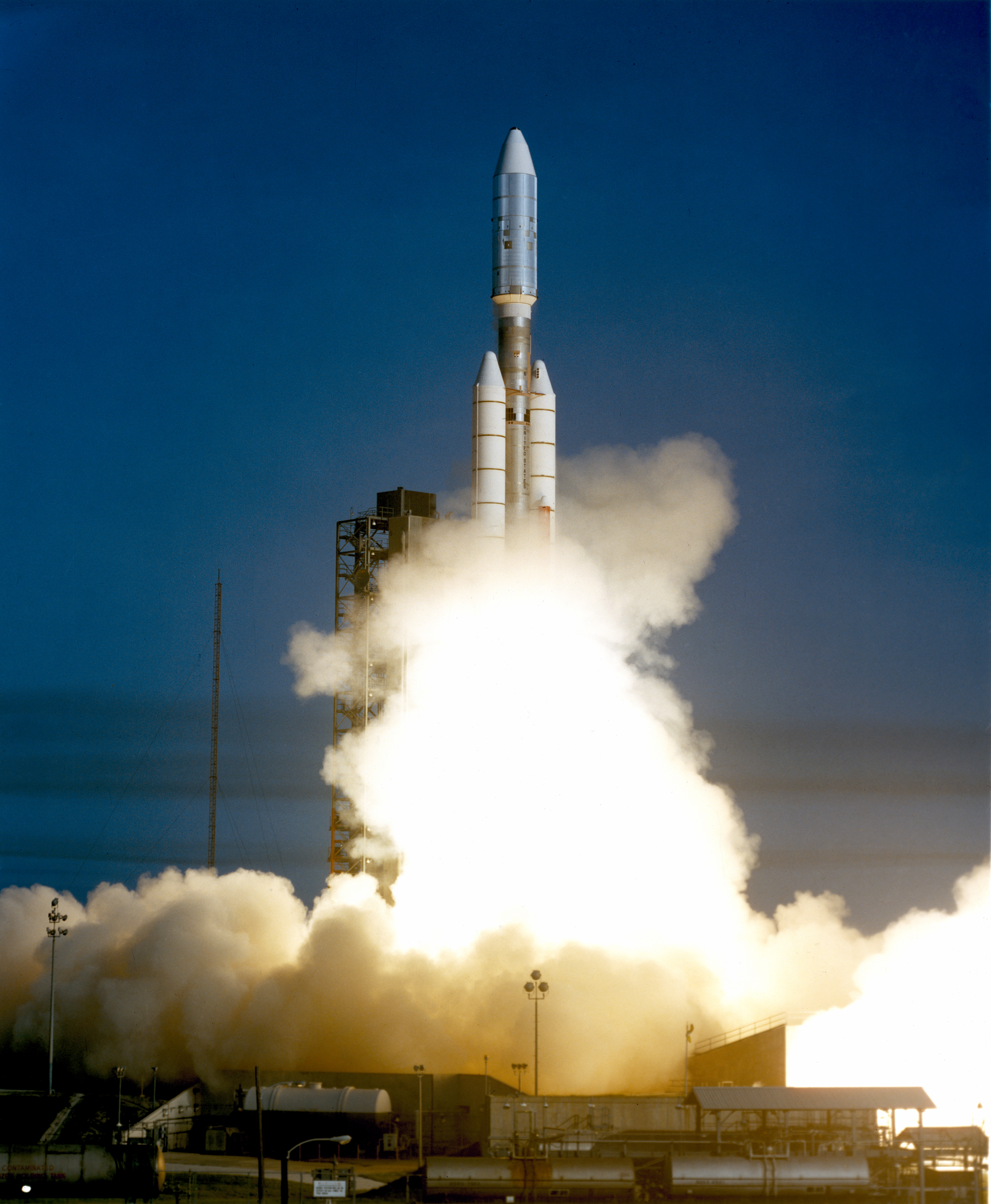
Voyager 1 llançada amb un coet Titan IIE.

La Voyager 1 es va llançar des de Cap Canaveral amb un vehicle de llançament Titan IIE-Centaur. La seva sonda germana, la Voyager 2 va ser llançada 16 dies abans, el 20 d'agost de 1977. Tot i ser llançada més tard, la Voyager 1 va arribar tant a Júpiter com a Saturn abans, seguint una trajectòria més curta.
El llançament del Voyager 1 gairebé va fallar perquè la segona etapa del Titan LR-91 es va tancar prematurament, deixant 540 kg de propelent sense cremar. Reconeixent la deficiència, els ordinadors de bord de l'escenari Centaur van ordenar una cremada molt més llarga del previst per tal de compensar-ho. En el tall, el Centaur va estar a només 3,4 segons de l'esgotament del propelent. Si la mateixa fallada s'hagués produït durant el llançament del Voyager 2 unes setmanes abans, el Centaur s'hauria quedat sense propel·lent abans que la sonda arribés a la trajectòria correcta. Júpiter es trobava en una posició més favorable respecte a la Terra durant el llançament de Voyager 1 que durant el llançament de Voyager 2.

### Sobrevol de Júpiter
La Voyager 1 va començar a fotografiar Júpiter el gener de 1979, i va arribar a la seva màxima proximitat del planeta el 5 de març de 1979, a una distància d'uns 349.000 km del centre del planeta. A causa de la major resolució fotogràfica que permet una aproximació més propera, la majoria de les observacions de les llunes, anells, camps magnètics i el cinturó de radiació entorn del sistema jovià es van fer durant el període de 48 hores que va incloure l'aproximació més propera. La Voyager 1 va acabar de fotografiar el sistema jovià l'abril de 1979.
També s'acostà a la lluna de Júpiter Ió, fins a una distància de 18.640 km. El descobriment d'activitat volcànica en curs a la lluna de Júpiter Ió va ser probablement la sorpresa més gran. Va ser la primera vegada que es veien volcans actius en un altre cos del Sistema Solar. Sembla que l'activitat a Ió afecta tot el sistema jovià. Ió sembla ser la font principal de matèria que impregna la magnetosfera joviana, la regió de l'espai que envolta el planeta influenciada pel fort camp magnètic del planeta. Sofre, oxigen i sodi, aparentment van entrar en erupció pels volcans d'Io i expulsats de la superfície per l'impacte de partícules d'alta energia, es van detectar a la vora exterior de la magnetosfera de Júpiter.
Les dues sondes espacials Voyager van fer una sèrie de descobriments importants sobre Júpiter, els seus satèl·lits, els seus cinturons de radiació i els seus anells planetaris mai vists abans.
- pel·lícula de l'aproximació de Júpiter de la Voyager 1 (vídeo a mida completa)

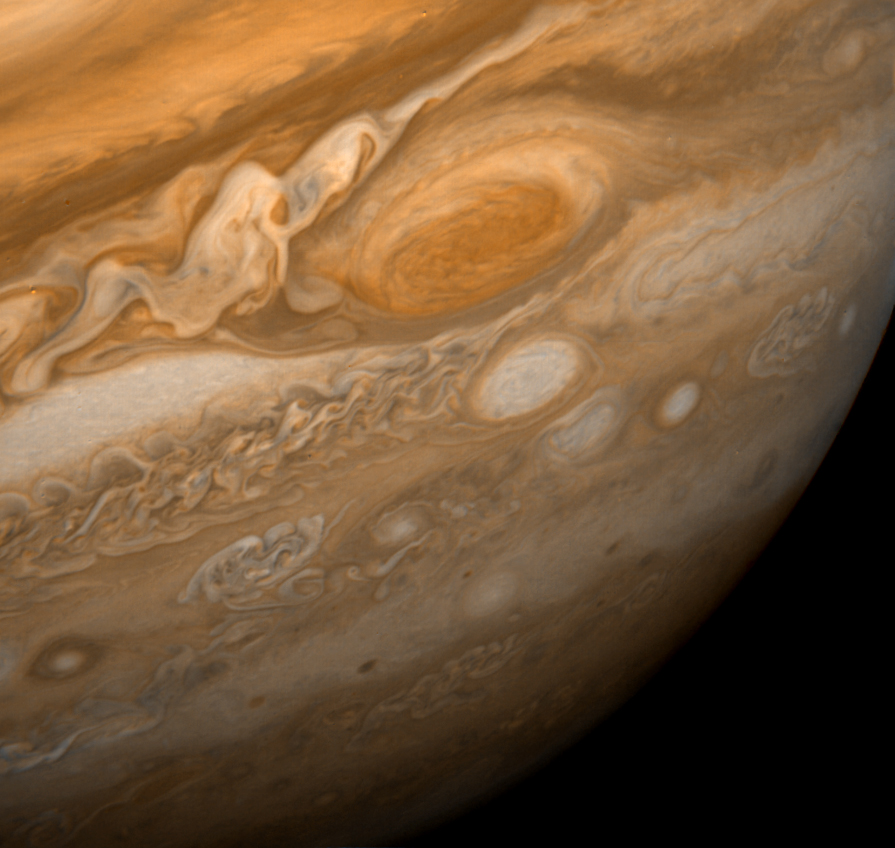
La Gran Taca Vermella de Júpiter, una tempesta anticiclònica més gran que la Terra, tal com es veu des de la Voyager 1
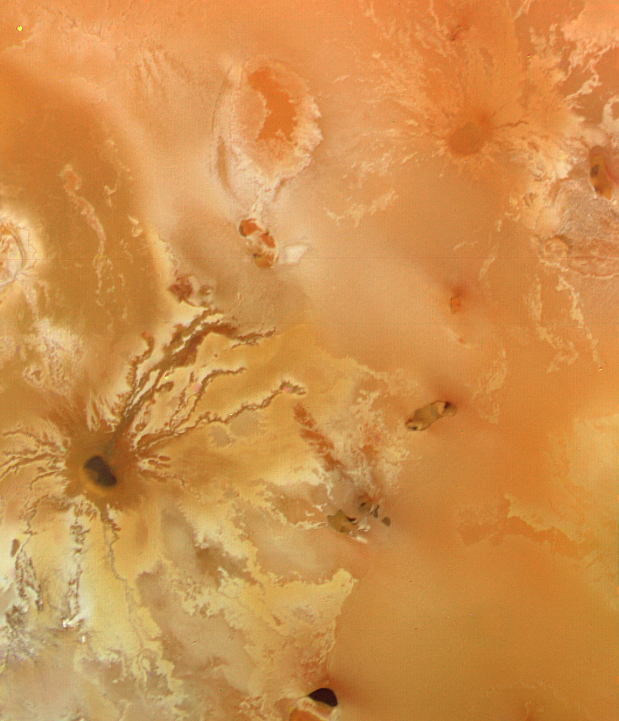
Vista de colades de lava riques en sofre que irradien des del volcà Ra Patera a Ió
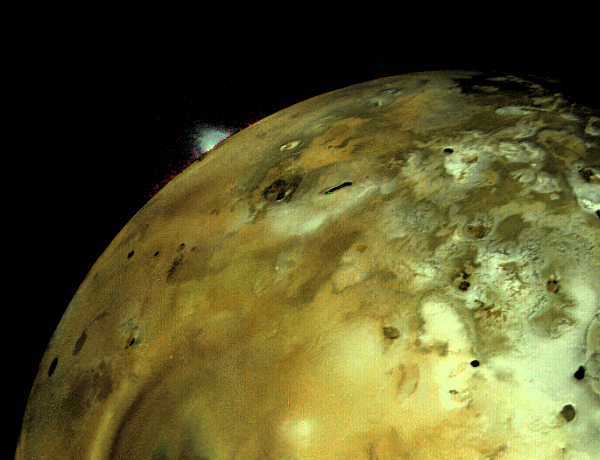
El plomall d'erupció del volcà Loki s'eleva 160 km sobre el limb d'Ió
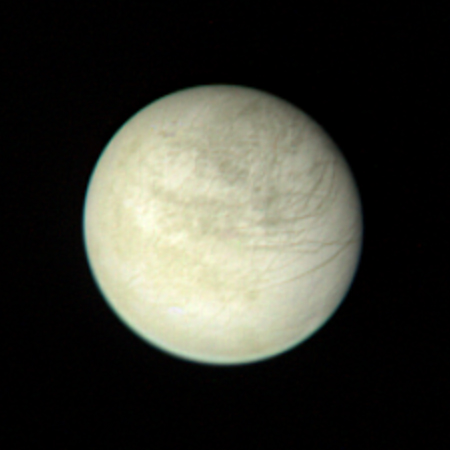
La cara alineada però sense cràters d'Europa, evidència de la geologia actualment activa, a una distància de 2,8 milions de km.
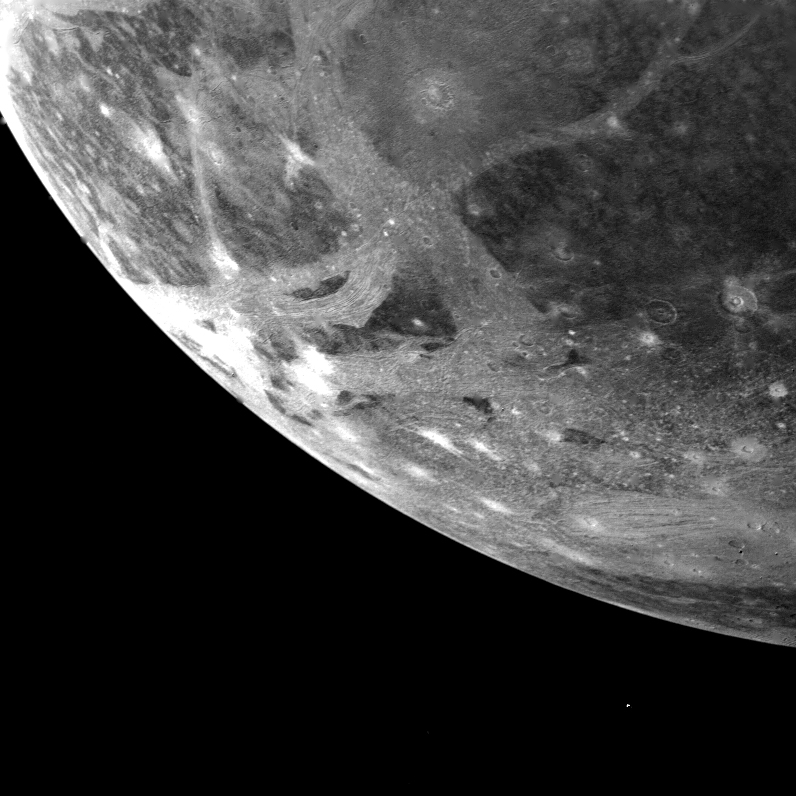
La superfície tectònicament alterada de Ganimedes (satèl·lit), marcada amb llocs d'impacte brillants, a partir de 253.000 km.

### Sobrevol de Saturn
Accelerada pel camp gravitatori de Júpiter la Voyager 1 arribà a Saturn el novembre de 1980, passant a una distància de 124.200 km en la seva màxima aproximació, el 12 de novembre de 1980. Les càmeres de la sonda espacial van detectar estructures complexes als anells de Saturn, i els seus instruments de teledetecció van estudiar les atmosferes de Saturn i la seva lluna gegant Tità.
La Voyager 1 va trobar que al voltant del set per cent del volum de l'atmosfera superior de Saturn és heli (en comparació amb l'11 per cent de l'atmosfera de Júpiter), mentre que gairebé tota la resta és hidrogen. Com que s'esperava que l'abundància interna d'heli de Saturn fos la mateixa que la de Júpiter i la del Sol, la menor abundància d'heli a l'atmosfera superior pot implicar que l'heli més pesat podria estar enfonsant-se lentament a través de l'hidrogen de Saturn; això podria explicar l'excés de calor que irradia Saturn sobre l'energia que rep del Sol. Els vents bufen a gran velocitat a Saturn. Prop de l'equador, els Voyagers van mesurar vents d'uns 500 m/s. El vent bufa majoritàriament en direcció est.
Els Voyagers van trobar emissions ultraviolada semblants a aurora d'hidrogen a latituds mitjanes de l'atmosfera, i aurores a latituds polars (per sobre dels 65 graus). L'activitat auroral d'alt nivell pot conduir a la formació de molècules d'hidrocarburs complexes que es transporten cap a l'equador. Les aurores de latitud mitjana, que només es produeixen a les regions il·luminades pel sol, segueixen sent un trencaclosques, ja que el bombardeig d'electrons i ions, coneguts per causar aurores a la Terra, es produeix principalment a latituds altes. Els dos Voyagers van mesurar la rotació de Saturn (la durada d'un dia) en 10 hores, 39 minuts i 24 segons.
La missió del Voyager 1 va incloure un sobrevol de Tità, la lluna més grossa de Saturn, que feia temps que se sabia que tenia atmosfera. Les imatges preses pel Pioneer 11 el 1979 havien indicat que l'atmosfera era substancial i complexa, augmentant encara més l'interès. El sobrevol de Tità es va produir quan la nau espacial va entrar al sistema per evitar qualsevol possibilitat de dany més a prop de les observacions compromeses de Saturn, i es va apropar fins a 6.400 km, passant pel darrere de Tità vist des de la Terra i el Sol. La mesura de l'efecte de l'atmosfera sobre la llum solar i la mesura basada en la Terra del seu efecte sobre el senyal de ràdio de la sonda es van utilitzar per determinar la composició, la densitat i la pressió de l'atmosfera. La massa de Tità també es va mesurar observant el seu efecte sobre la trajectòria de la sonda. La boira espessa va impedir qualsevol observació visual de la superfície, però la mesura de la composició, la temperatura i la pressió de l'atmosfera va fer especular que podien existir llacs d'hidrocarburs líquids a la superfície.
Com que les observacions de Tità es consideraven vitals, la trajectòria escollida per al Voyager 1 es va dissenyar al voltant del sobrevol òptim de Tità, que el va portar per sota del pol sud de Saturn i fora del pla de l'eclíptica, acabant amb la seva missió de ciència planetària. Si la Voyager 1 hagués fallat o no hagués pogut observar Tità, la trajectòria de la Voyager 2 s'hauria alterat per incorporar el sobrevol de Tità,:94 que impedeix qualsevol visita a Urà i Neptú. La trajectòria en què es va llançar la Voyager 1 no l'hauria permès continuar cap a Urà i Neptú,:155 però podria haver-se alterat per evitar el sobrevol de Tità i viatjar de Saturn a Plutó, arribant-hi el 1986.

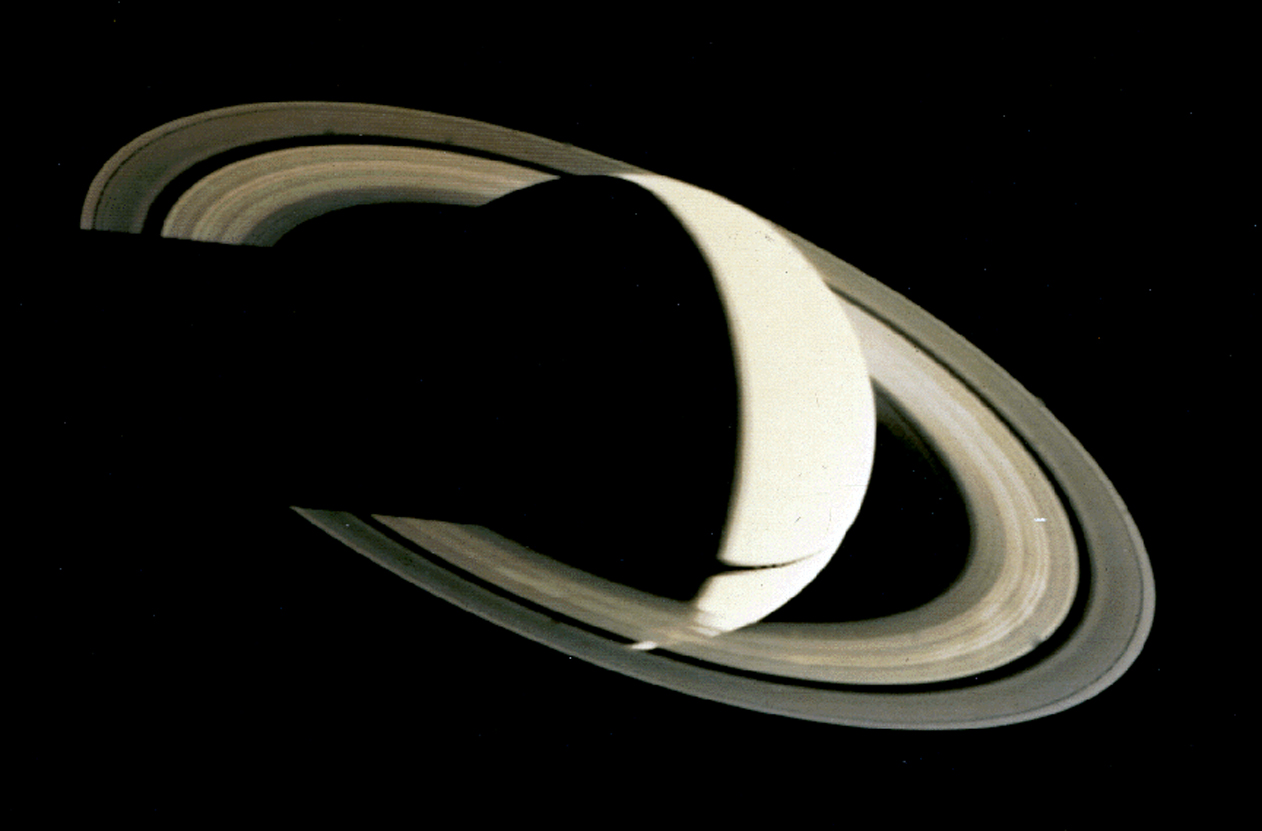
Saturn creixent des de 5,3 milions de km, quatre dies després de l'aproximació més propera.
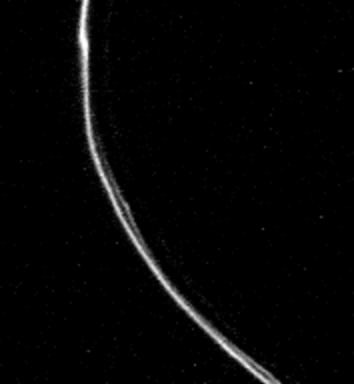
Imatge de la Voyager 1 de l'Anell F estret, retorçat i trenat de Saturn.
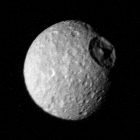
Mimas a una distància de 425.000 km; el cràter Herschel es troba a la part superior dreta.
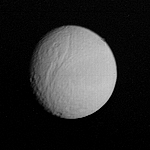
Tetis, amb el seva gegant vall Ithaca Chasma, des d'1,2 milions de km.
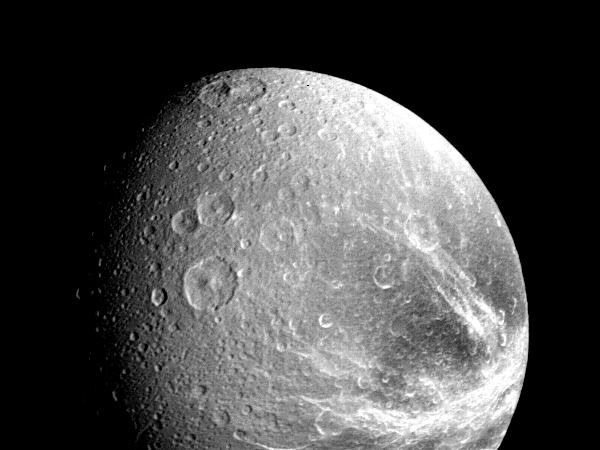
Els penya-segats de gel a l'hemisferi posterior de Dione.
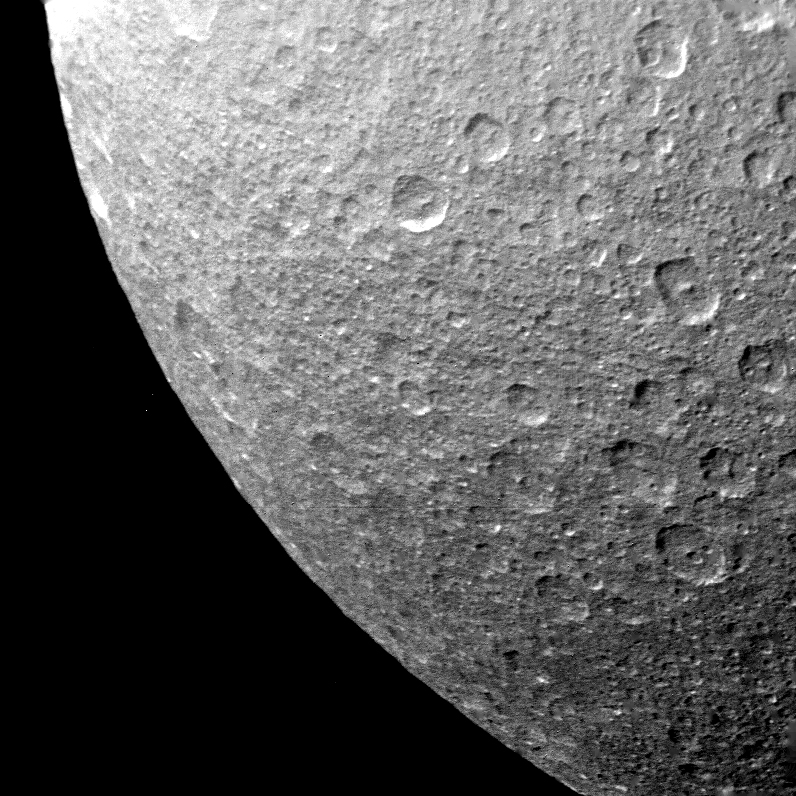
La superfície gelada de Rea està gairebé saturada de cràters d'impacte.
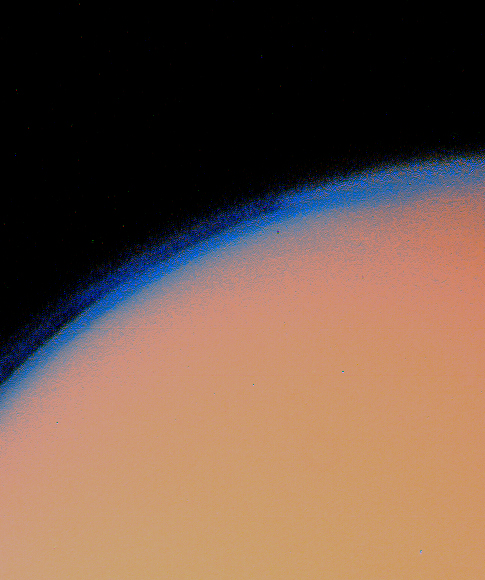
La capa de boira gruixuda de Tità es mostra en aquesta imatge millorada de la Voyager 1.
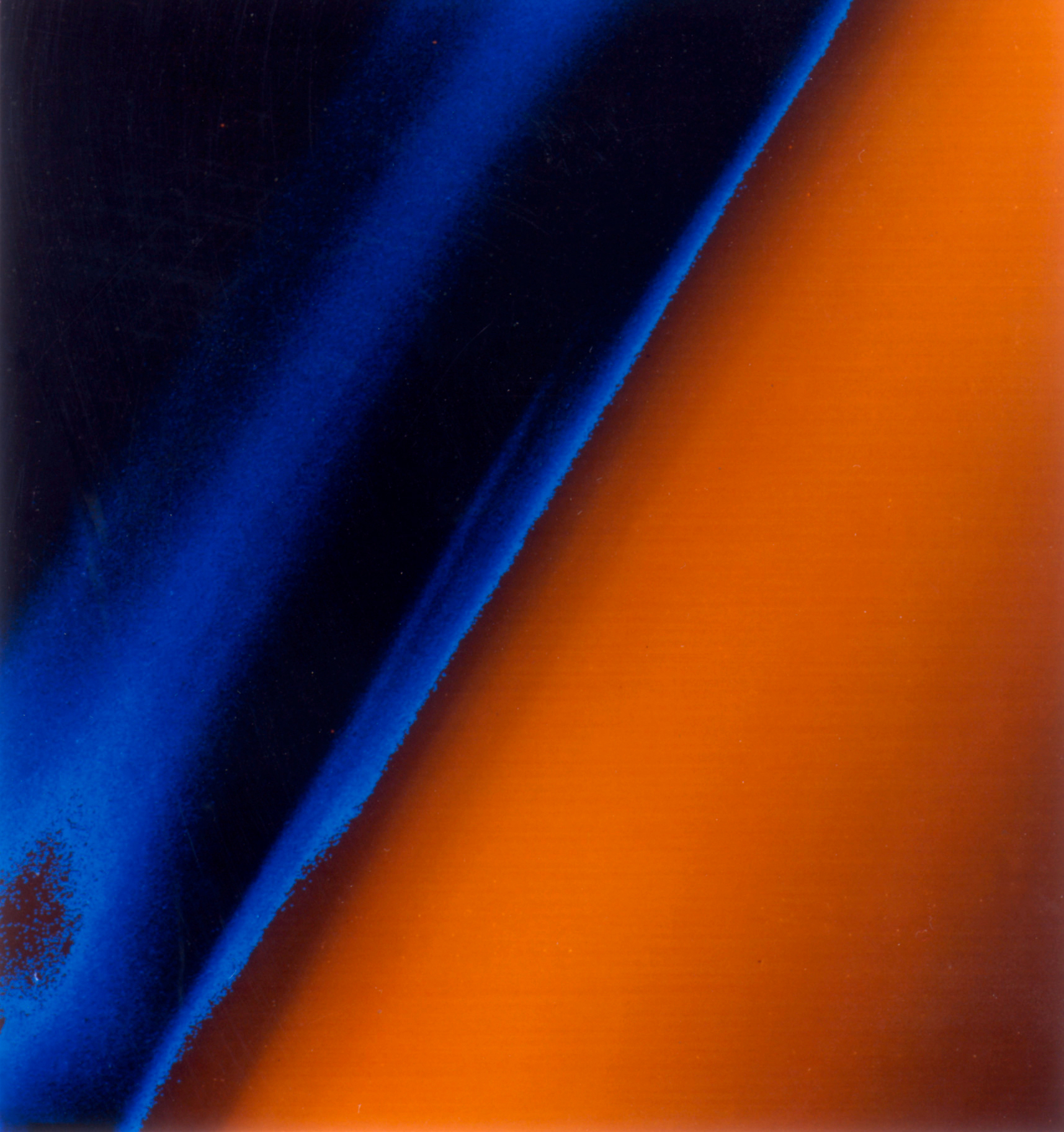
Capes de boirina, compostes per compostos orgànics complexos, que cobreixen el satèl·lit de Saturn Tità.

### Sortida de l'heliosfera

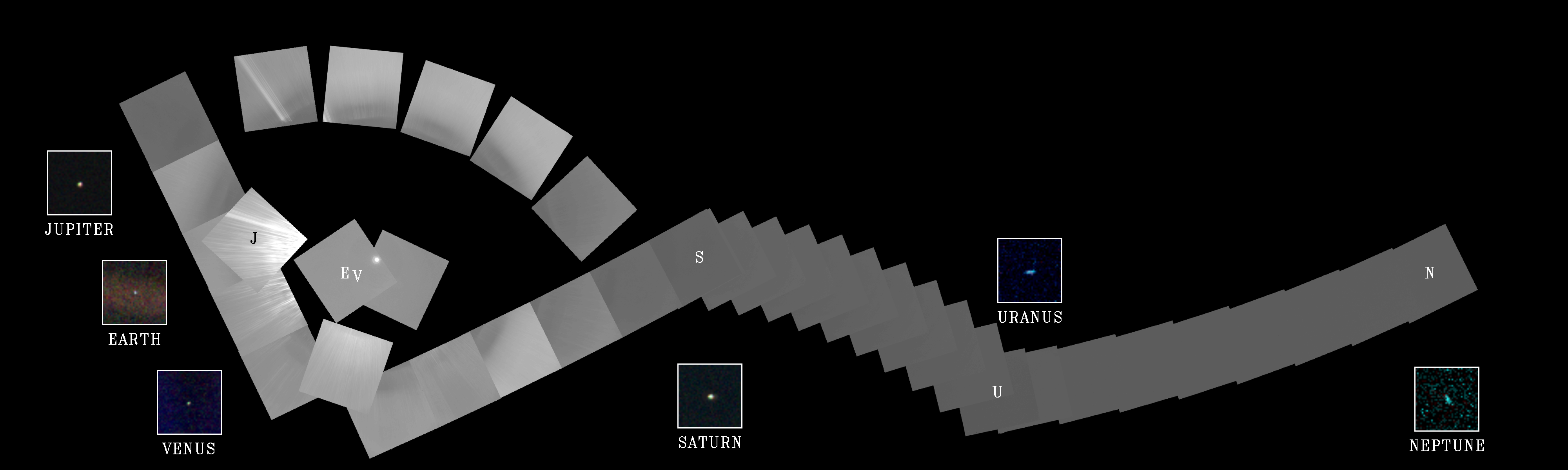
El retrat de família del Sistema Solar fet per la Voyager 1 (14 de febrer de 1990)

Després del pas per Saturn i Tità la Voyager 1 ha seguit allunyant-se del Sol, cap als límits del sistema solar. El 14 de febrer de 1990, la Voyager 1 va fer el primer retrat de família del Sistema Solar vist des de fora, que inclou la imatge del planeta Terra coneguda com Un punt blau pàl·lid. Poc després, les seves càmeres es van desactivar per estalviar energia i recursos informàtics per a altres equips. El programari de la càmera s'ha eliminat de la nau espacial, de manera que ara seria complex tornar-los a fer funcionar. El programari de la Terra i els ordinadors per llegir les imatges també ja no estan disponibles.
El 17 de febrer de 1998, Voyager 1 va arribar a una distància de 69 ua (10.300 milions de km) del Sol i va superar la Pioneer 10 com la nau espacial més llunyana de la Terra. Travelling at about 17 km/s (11 mi/s), té la velocitat de recessió heliocèntrica més ràpida de qualsevol nau espacial.

#### Xoc de terminació
Científics del Laboratori de Física Aplicada de la Universitat Johns Hopkins creien que la Voyager 1 va entrar en el xoc de terminació el febrer de 2003. Això marca el punt on el vent solar disminueix a velocitats subsòniques. Altres equips ho van considerar dubtós, tal com es discutí a la revista Nature el 6 de novembre de 2003. El problema no es resoldria fins que hi hagués altres dades disponibles, ja que el detector de vent solar la Voyager 1 va deixar de funcionar l'any 1990. Aquest error va significar que la detecció de xoc de terminació s'hauria de deduir de les dades de la resta d'instruments a bord.
Al maig de 2005, un comunicat de premsa de la NASA va dir que el consens era que la Voyager 1 es trobava llavors a l'heliosheath. En un congrés de l'American Geophysical Union, el 25 de març de 2005, es presentaren evidències definitives que la Voyager 1 travessà l'ona de xoc final a finals de 2004. Es calcula que aquest esdeveniment va tenir lloc el 15 de desembre de 2004, a una distància de 94 ua del Sol.

#### Heliosheath
El 31 de març de 2006, operadors de ràdio aficionats d'AMSAT a Alemanya van fer un seguiment i van rebre ones de ràdio de la Voyager 1 utilitzant el plat de 20 m. a Bochum amb una tècnica d'integració llarga. Les dades recuperades s'han comprovat i verificat amb les dades de l'estació Xarxa de l'Espai Profund a Madrid. Aquest sembla ser el primer seguiment amateur de la Voyager 1.
El 13 de desembre de 2010 es va confirmar que la Voyager 1 havia superat l'abast del flux radial cap a l'exterior del vent solar, mesurat pel dispositiu de partícules carregades de baixa energia. Se sospita que el vent solar a aquesta distància gira de costat a causa del vent interestel·lar que empeny contra l'heliosfera. Des del juny de 2010, el vent solar havia estat constantment mesurat a zero, proporcionant proves concloents de l'esdeveniment. En aquesta data, la nau espacial estava aproximadament a 116 ua (17.400 km) del Sol.
La Voyager 1 va rebre l'ordre de canviar la seva orientació per mesurar el moviment lateral del vent solar en aquesta ubicació a l'espai el març de 2011 (~ 33 anys 6 mesos des del llançament). Una prova feta al febrer havia confirmat la capacitat de la nau espacial per maniobrar i reorientar-se. El rumb de la nau espacial no es va canviar. Va girar 70 graus en sentit contrari a les agulles del rellotge respecte a la Terra per detectar el vent solar. Aquesta va ser la primera vegada que la nau espacial havia fet maniobres importants des que es va fer la fotografia del retrat de família dels planetes l'any 1990. Després del primer rotllo, la nau no va tenir cap problema per reorientar-se amb Alpha Centauri, l'estrella guia de Voyager 1 i va reprendre l'enviament de transmissions a la Terra. S'esperava que Voyager 1 entrés a l'espai interestel·lar «en qualsevol moment». La Voyager 2 encara detectava el flux de vent solar cap a l'exterior en aquell moment, però es va estimar que en els mesos o anys següents experimentaria les mateixes condicions que la Voyager 1.
La nau espacial es va informar amb una declinació de 12,44 ° i 17,163 hores d'ascensió recta, i a una latitud eclíptica de 34,9 ° (la latitud de l'eclíptica canvia molt lentament), situant-la a la Constel·lació del Serpentari tal com es va observar des de la Terra el 21 de maig. 2011.
L'1 de desembre de 2011, es va anunciar que la Voyager 1 havia detectat la primera radiació Lyman-alfa originada a la Via Làctia. La radiació Lyman-alfa s'havia detectat anteriorment d'altres galàxies, però a causa de la interferència del Sol, la radiació de la Via Làctia no era detectable.
La NASA va anunciar el 5 de desembre de 2011 que la Voyager 1 havia entrat en una nova regió anomenada «purgatori còsmic». Dins d'aquesta regió d'estancament, les partícules carregades que flueixen del Sol s'alenteixen i giren cap a l'interior, i el camp magnètic del Sistema Solar es duplica en força a mesura que l'espai interestel·lar sembla estar aplicant pressió. Les partícules energètiques originàries del Sistema Solar disminueixen gairebé a la meitat, mentre que la detecció d'electrons d'alta energia des de l'exterior augmenta 100 vegades. La vora interior de la regió d'estancament es troba aproximadament a 113 ua del Sol.

#### Heliopausa
El 25 d'agost de 2012, la sonda va sortir dels límits del sistema solar i entrà a l'espai interestel·lar o heliopausa, llavors a una distància de 121 ua del Sol. La importància d'aquest fet, segons la NASA, és equiparable a la de l'arribada de l'home a la lluna.
Quan la Voyager 1 es dirigia cap a l'espai interestel·lar, els seus instruments continuaven estudiant el Sistema Solar. Els científics del Jet Propulsion Laboratory van utilitzar els experiments de l'ona de plasma a bord de les Voyager 1 i 2 per buscar l'heliopausa, el límit en el qual el vent solar transita al medi interestel·lar.

### Medi interstel·lar

Posició de la Voyager 1. La mida dels cossos no és a escala. Les distàncies són a escala logarítmica.

El març de 2013, es va anunciar que la Voyager 1 podria haver esdevingut la primera nau espacial a entrar a l'espai interestel·lar, després d'haver detectat un canvi marcat en l'entorn del plasma el 25 d'agost de 2012. Tanmateix, fins al 12 de setembre de 2013, va ser encara una pregunta oberta sobre si la nova regió era l'espai interestel·lar o una regió desconeguda del Sistema Solar. Aleshores, es va confirmar oficialment la primera alternativa.
El 2013 Voyager 1 sortia del Sistema Solar a una velocitat d'aproximadament 3,6 ua (540 milions de quilòmetres) per any, mentre que la Voyager 2 va més lenta, deixant el Sistema solar a 3,3 ua (490 milions de km) per any.
El 2013, la sonda es movia amb una velocitat relativa cap al Sol d'aproximadament 61.197 km/h. Amb la velocitat que manté la sonda actualment, la Voyager 1 està viatjant a 523 milions de km per any, o aproximadament un any llum per 18.000 anys.
L'octubre de 2024, quan estava a 24.900 milions de quilòmetres de distància de la Terra la sonda va canviar automàticament del seu radiotransmissor principal de banda X i va començar a omunicar-se amb el seu equip de missió a la Terra mitjançant un radiotransmissor molt més feble de banda S quan el seu ordinador va determinar que tenia massa poca energia després que l'equip de la missió enviés una ordre per encendre un dels seus escalfadors, però l'equip va poder fer tornar al radiotransmissor de ràdio de banda X a  mitjans de novembre.
El seu progrés es pot controlar al lloc web de la NASA (veure els enllaços externs).

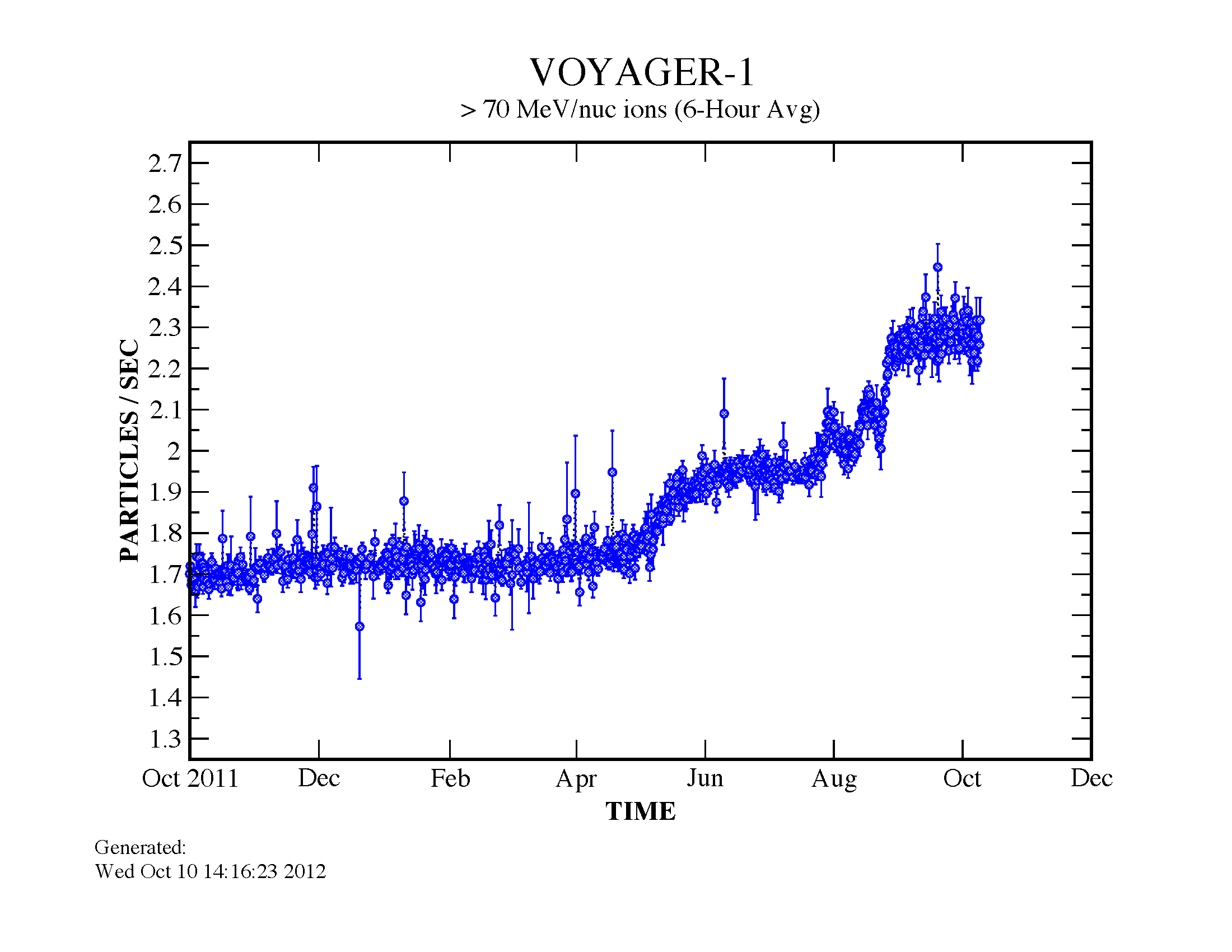
Trama que mostra un augment espectacular de la taxa de detecció de partícules de raigs còsmics per la nau espacial Voyager 1 (octubre de 2011 a octubre de 2012)
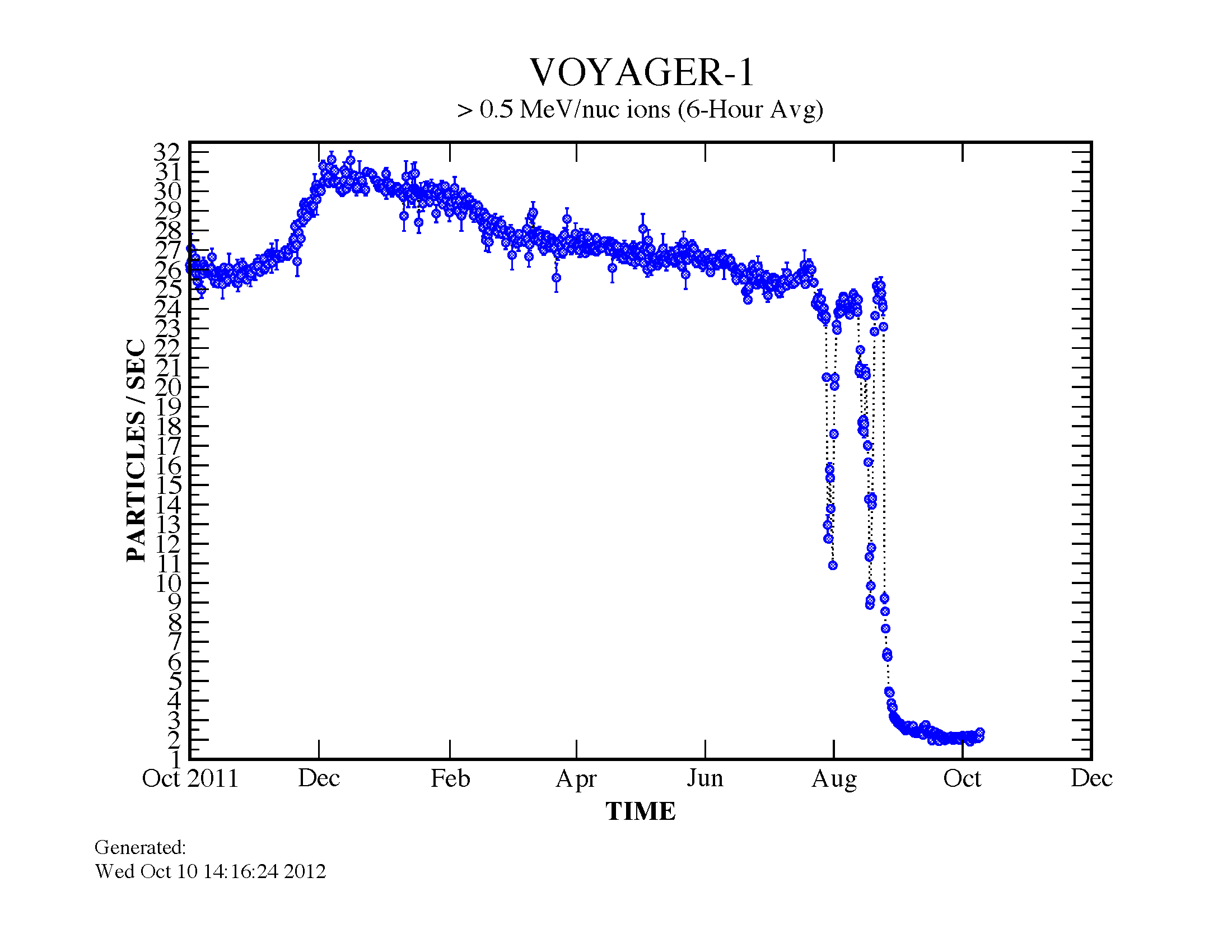
Trama que mostra una disminució espectacular de la taxa de detecció de partícules del vent solar per part de la Voyager 1 (d'octubre de 2011 a octubre de 2012)

## Resultats científics

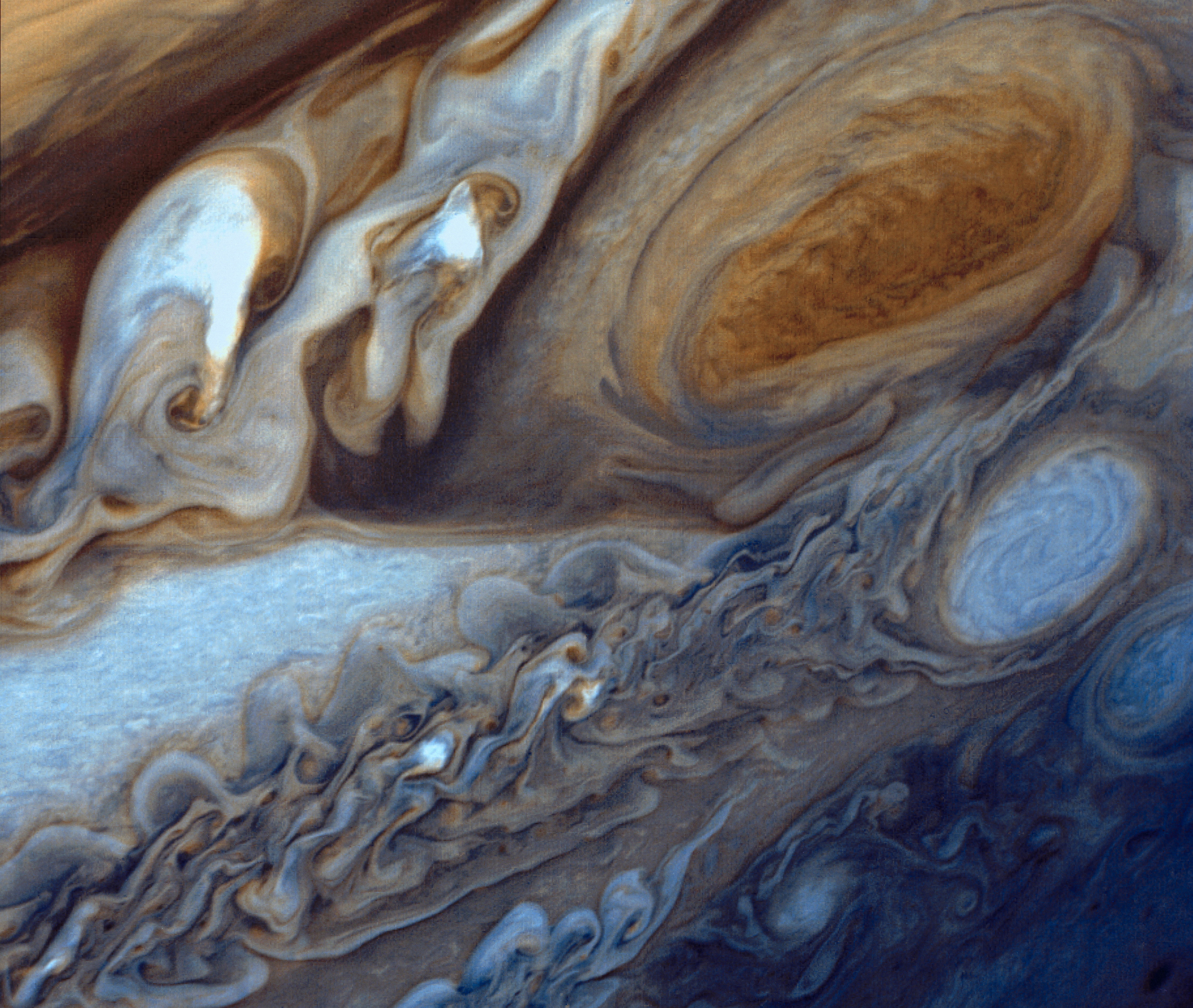
Detall de l'atmosfera de Júpiter captat per la Voyager 1.

Com que la ruta de la sonda Voyager 1 va passar pel pol nord del sistema solar, aquesta va ser l'encarregada de prendre les fotografies de l'anomenat retrat de família, ja que de les dues sondes va ser la que va tenir millor visibilitat de Júpiter. D'aquest planeta va prendre en total 19.000 fotografies, en un període que va durar fins a l'abril, tot i que a causa de la major resolució que es podia obtenir en el moment de màxima aproximació, la majoria d'observacions de les llunes, anells i el camp magnètic es realitzà en les 48 hores de major aproximació. La sonda també demostrà l'existència d'una cua del camp magnètic de Júpiter en la direcció oposada al Sol.
En les observacions d'Ió es va poder comprovar per primera vegada la presència d'activitat volcànica fora de la Terra, un fet que va passar desapercebut per a les Pioneer 10 i Pioneer 11 i que representa segurament el descobriment més important d'aquesta missió. Els instruments de la nau identificaren fins a nou volcans actius a Ió.
En el sistema de Saturn, la sonda detectà estructures complexes als anells de Saturn i estudià les atmosferes de Saturn i de Tità (del qual obtingué el seu diàmetre en 5.150 km). Determinà que un 7% de l'atmosfera superior de Saturn està format per heli (comparat amb un 11% a Júpiter). A més a més descobrí els satèl·lits Atles, Prometeu i Pandora.

## Disc d'or de les Voyager

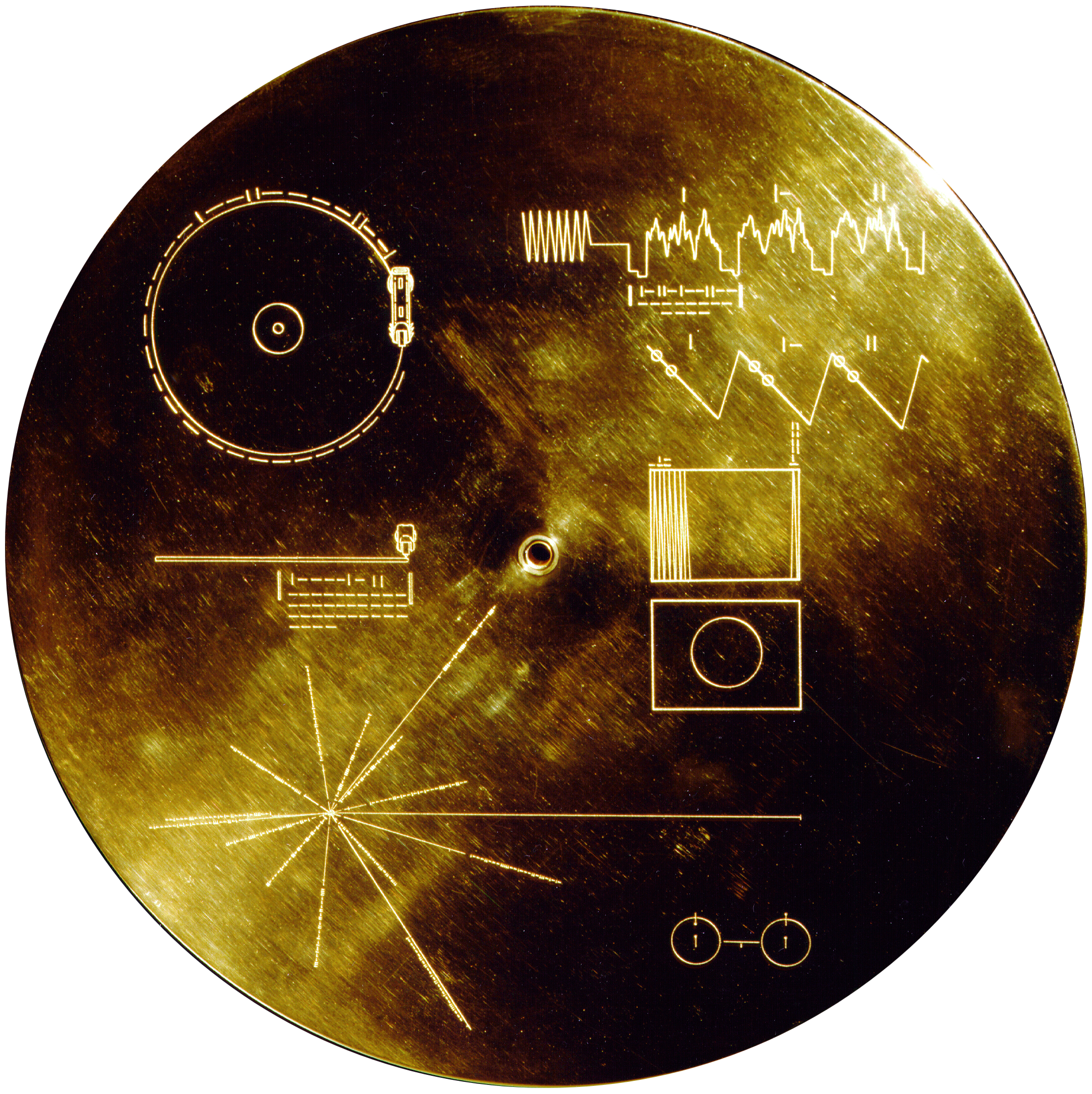
Disc d'or de les Voyager

Les dues sondes espacials Voyager porten un disc de gramòfon daurat, una recopilació destinada a mostrar la diversitat de vida i cultura a la Terra en el cas que qualsevol de les naus espacials sigui trobada per extraterrestres. La gravació, realitzada sota la direcció d'un equip que inclou Carl Sagan i Timothy Ferris, inclou fotos de la Terra i les seves formes de vida, una sèrie d'informació científica, salutacions parlades de persones com el Secretari General de les Nacions Unides i el president dels Estats Units i un popurrí, de «Sons de la Terra», que inclou els sons de les balenes, un nadó que plora, les onades trencant-se a la costa i una col·lecció de música que abasta diferents cultures i èpoques, incloses obres de Wolfgang Amadeus Mozart, Blind Willie Johnson, Chuck Berry i Valya Balkanska. S'hi inclouen altres clàssics orientals i occidentals, així com actuacions de música autòctona d'arreu del món. El registre també conté salutacions en 55 idiomes diferents. El projecte pretenia retratar la riquesa de la vida a la Terra i ser un testimoni de la creativitat humana i el desig de connectar amb el cosmos.